# Кельбас Гліб Дем'янович
Гліб Дем'янович Кельбас (31 грудня 1909, Стіна — 8 липня 1968, Київ) — радянський офіцер, Герой Радянського Союзу, в роки радянсько-німецької війни командир 696-го стрілецького полку 373-ї стрілецької дивізії 33-ї армії 1-го Білоруського фронту, підполковник.

## Біографія
Народився 31 грудня 1909 року в селі Стіна (нині Томашпільського району Вінницької області) в селянській родині. Українець. Член КПРС з 1932 року. Закінчив вісім класів середньої школи.
У 1931 році призваний до лав Червоної Армії. У 1937 році закінчив Одеське військове піхотне училище. У боях радянсько-німецької війни з червня 1941 року. Воював на 1-му Білоруському фронті.
16 квітня 1945 року підполковник Г. Д. Кельбас з плацдарму південніше німецького міста Франкфурта організував прорив полком глибоко ешелонованої оборони противника і наступ на Берлін.
23 квітня 1945 року забезпечив форсування 696-м стрілецьким полком каналу Одер—Шпрее, а 24 квітня 1945 року — річки Шпрее північніше німецького міста Бесков. Був поранений, але, незважаючи на поранення, залишився в строю.
Указом Президії Верховної Ради СРСР від 31 травня 1945 року за вміле командування полком і проявлені при цьому мужність і героїзм підполковникові Глібу Дем'яновичу Кельбасу присвоєно звання Героя Радянського Союзу з врученням ордена Леніна і медалі «Золота Зірка» (№ 8622).

Могила Гліба Кельбаса

З 1946 року полковник Г. Д. Кельбас — в запасі. Жив і працював у Києві. Помер 8 липня 1968 року. Похований у Києві на Байковому кладовищі.

## Нагороди
Нагороджений орденом Леніна, двома орденами Червоного Прапора, орденом Суворова 3-го ступеня, орденом Олександра Невського, орденом Вітчизняної війни 1-го ступеня, орденом Вітчизняної війни 2-го ступеня, медалями.